# ستيوارت جرينجر
ستيوارت جرينجر (بالإنجليزية: Stewart Granger)‏ هو فلاح ولاعب كرة سلة وممثل بريطاني، ولد في 6 مايو 1913 في المملكة المتحدة، وتوفي في 16 أغسطس 1993 في الولايات المتحدة. بدأ مشواره المهني سنة 1933.

## أعمال

### أفلام
- (1950) كنوز الملك سليمان
- (1953) كل الإخوة كانوا شجعان
- (1960) إلى الشمال نحو ألاسكا

## وصلات خارجية
- ستيوارت جرينجر على موقع IMDb (الإنجليزية)
- ستيوارت جرينجر على موقع الموسوعة البريطانية (الإنجليزية)
- ستيوارت جرينجر على موقع روتن توميتوز (الإنجليزية)
- ستيوارت جرينجر على موقع مونزينجر (الألمانية)
- ستيوارت جرينجر على موقع ألو سيني (الفرنسية)
- ستيوارت جرينجر على موقع تيرنر كلاسيك موفيز (الإنجليزية)
- ستيوارت جرينجر على موقع أول موفي (الإنجليزية)
- ستيوارت جرينجر على موقع قاعدة بيانات برودواي على الإنترنت (الإنجليزية)
- ستيوارت جرينجر على موقع قاعدة بيانات الأفلام السويدية (السويدية)
- ستيوارت جرينجر على موقع إن إن دي بي (الإنجليزية)